# Évaporateur rotatif

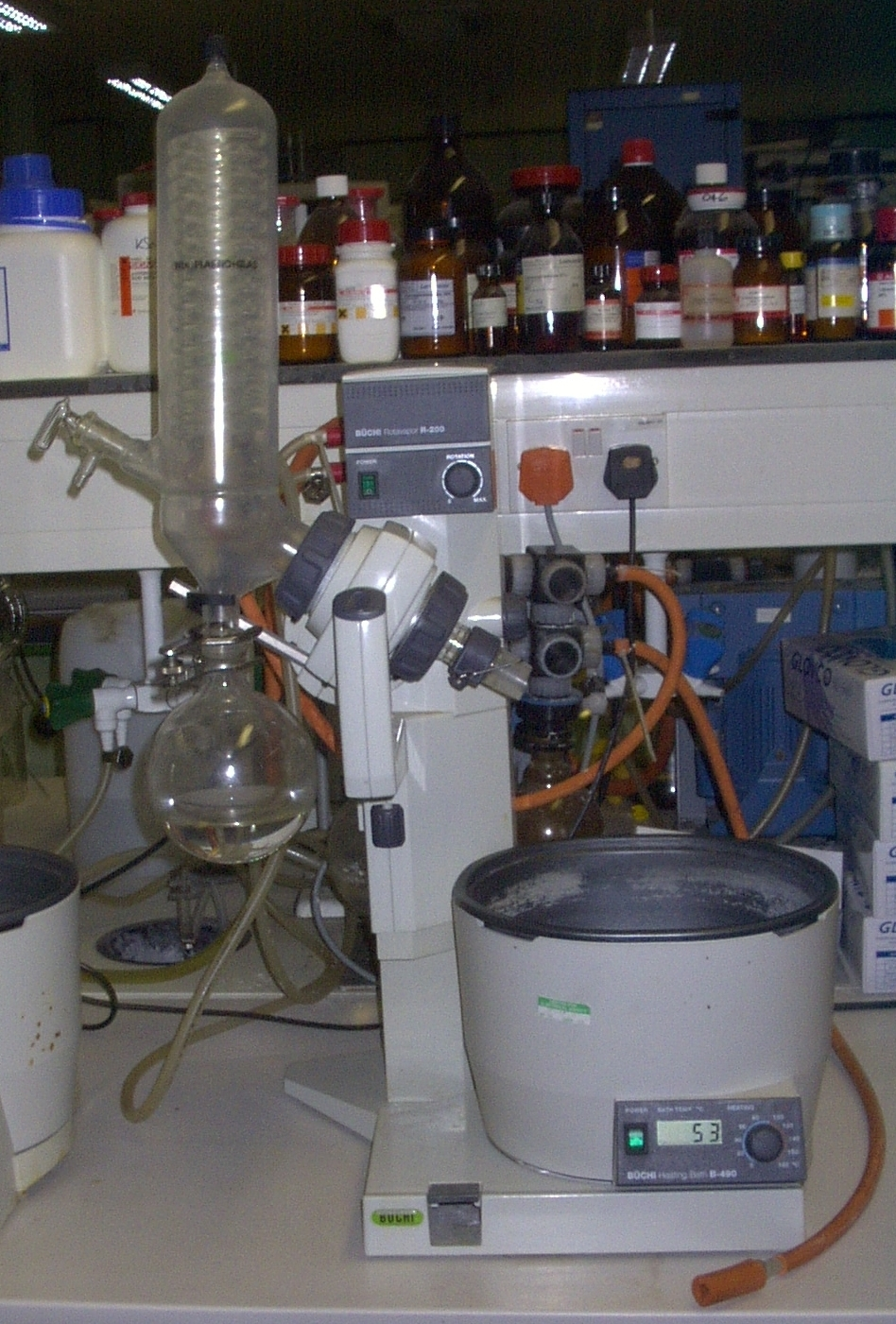

L'évaporateur rotatif (ou rotavap, ou rotavapor) est un appareil utilisé en chimie afin de distiller rapidement des solvants, dans le but de concentrer partiellement une solution ou pour concentrer à sec (on enlève tout le solvant) une solution ou une suspension. 
Le principe de cet appareil est basé sur la distillation directe sous vide, qui permet d'éliminer rapidement de grandes quantités de solvant, bien que partiellement. La solution est mise en rotation dans un ballon adapté pour éviter des bulles d'ébullition trop grosses ou mousseuses, pour augmenter la surface en contact avec l'air ainsi que pour éviter l'aspiration de la solution lors de la baisse de pression (grâce à la force centrifuge qui la plaque contre les parois du ballon). Ensuite, la pression est diminuée grâce, généralement, à une trompe à eau ou à une pompe à vide (pour des solvants à haut point d'ébullition comme le DMF et le DMSO) et la solution est chauffée — en fonction du solvant à éliminer — pour compenser le caractère endothermique de la réaction.
L'évaporateur rotatif est typiquement un appareil de laboratoire. 
Il est constitué de différentes parties : 
- Un bain-marie d'eau afin de chauffer la solution à concentrer
- Un ballon dont la forme est adaptée.
- Un réfrigérant qui condense les gaz
- Un ballon réceptacle dans lequel les gaz condensés sont recueillis.
- Un dispositif qui fait tourner le ballon suivant son axe de symétrie afin de permettre une homogénéisation du milieu et une évaporation tranquille.

Lyman C. Craig a créé un premier modèle simple d'évaporateur rotatif en 1950. Le dispositif a été commercialisé pour la première fois en 1957 par l'entreprise suisse Büchi.

## Conseils pratiques
Voici les règles à respecter lorsque l'on utilise un évaporateur rotatif :
- vider les ballons de récupération (pompe et rotavapor) ;
- si besoin, rajouter de l'eau distillée dans le bain-marie ;
- faire circuler l'eau dans le réfrigérant (doucement) ;
- fixer le ballon contenant le solvant à extraire à l'aide d'un clip adapté (ne pas graisser) ;
- allumer le bain-marie et choisir sa température de fonctionnement ;
- allumer la pompe et le régulateur de vide ;
- mettre le ballon en rotation et fermer le robinet de mise sous vide ;
- choisir la pression de consigne sur le régulateur en fonction du solvant à évaporer ;
- mettre la pompe en marche en veillant à ce que l'ébullition dans le ballon ne soit pas trop importante ;
- quand l'ébullition est stabilisée ou inexistante, tremper le ballon dans le bain ; le solvant doit en priorité se condenser dans le ballon de récupération du rotavapor ;
- quand plus rien ne distille, arrêter le vide, ouvrir le robinet de mise sous vide et vider le ballon de récupération du rotavapor (dans un bidon de solvants usagés) ;
- remettre le ballon de récupération, remettre le vide de façon qu'il soit le plus faible possible et augmenter la vitesse de rotation du ballon ;

Pour l'arrêt de l'appareil, les étapes à suivre sont les suivantes :
- quand le vide est stable (généralement entre 5 et 15 mbar) pendant 2 à 3 minutes et que rien ne distille dans le ballon de récupération de la pompe, ouvrir le robinet de mise sous vide et arrêter la pompe ;
- arrêter la rotation et remonter le ballon ;
- retirer le ballon du montage et arrêter le chauffage ;
- vider les ballons de récupération ;
- couper la circulation d'eau ;